# Michail Iwanowitsch Konowalow

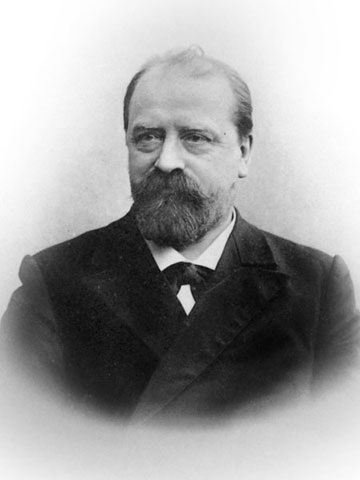
Michail Iwanowitsch Konowalow

Michail Iwanowitsch Konowalow (russisch Михаил Иванович Коновалов; * 13. November 1858 in Budichino bei Jaroslawl; † 25. Dezember 1906 in Kiew) war ein russischer Chemiker.

## Leben
Konowalow war der Sohn eines Bauern und studierte ab 1880 an der Lomonossow-Universität Chemie mit der Promotion (Kandidat) 1884. Er war danach Assistent, ab 1888 Privatdozent, erwarb 1889 den Magister-Grad und habilitierte sich 1893 (russischer Doktortitel). 1894 war er in Paris zum Studium bei Charles Adolphe Wurtz und Charles Friedel. Ab 1896 war er Professor am Landwirtschaftlichen Institut in Moskau und gleichzeitig Privatdozent an der Universität. 1899 wurde er, auf Einladung von Wiktor Lwowitsch Kirpitschow, Professor am Kiewer Polytechnischen Institut („KPI“) und war von September 1902 bis Juli 1904 dessen Direktor. Nebenbei unterrichtete er Frauen am Gymnasium.
Er untersuchte das Erdöl aus Baku und zeigte, dass die darin enthaltenen Naphthene Cyclohexane waren. Ab 1888 wandte er sich einem Gebiet zu, dass zu seinem Hauptarbeitsgebiet wurde, der Nitrierung von Alkanen, Cycloalkanen und Seitenketten von Aromaten. Später dehnte er das auf Terpene, auf sauerstoffhaltige und Halogen-Verbindungen aus.
Er entwickelte Methoden zur Reduktion von Nitroverbindungen und fand eine Nachweisreaktion für Nitrosoverbindungen (Konowalow-Reaktion). Er leistete auch Beiträge zur Friedel-Crafts-Reaktion. Konowalow starb in Kiew und wurde auf dem Lukjaniwska-Friedhof beerdigt.